# Paphos (ville)
Pour les articles homonymes, voir Paphos et Baf.
Paphos ou Páfos (en grec : Πάφος / Páfos) est une ville située sur la côte occidentale de Chypre. Capitale du district du même nom, elle est au centre d'une agglomération de près de 70 000 habitants, la troisième de la république de Chypre.

## Dans la mythologie
Il existe trois versions sur l'origine du nom de Paphos :
- Paphos était une nymphe, fille de Galatée et de Pygmalion, qui fut l’amante d’Apollon. Leur fils, Cinyras, émigra sur l’île de Chypre et en devint le premier roi. Il fonda la cité en la nommant du nom de sa mère ;
- Paphos, fils de Céphale et d’Éos, serait lui aussi l’éponyme de la cité ;
- Agapénor, roi de Tégée, était le fils d’Ancée et d'Ios. À son retour de la guerre de Troie, il aborda à Chypre, fonda la cité de Paphos et y construisit un temple dédié à Aphrodite[1].

## Histoire

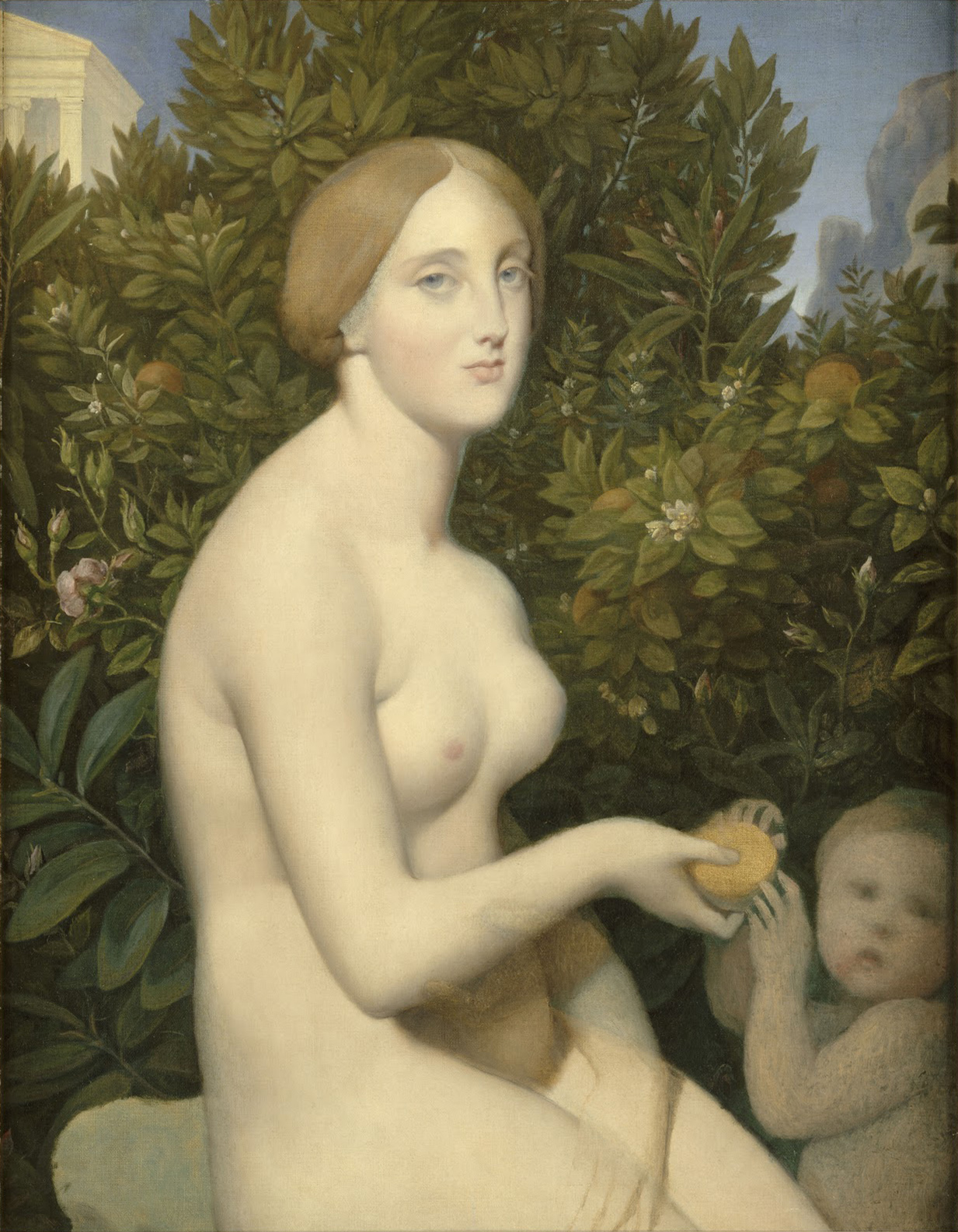
Vénus à Paphos
Ingres, vers 1852
Paris, Musée d'Orsay.

Paphos apparaît durant l’âge du bronze récent (1600-1200). On y construit de vastes ensembles architecturaux, avec des megarons à piliers, des autels en plein air, des tables à offrandes et libations, des ateliers et des réserves, et, dans les environs, des tombes à fosse (tholoi) creusées dans le rocher et précédées d’un couloir qui conduit à l’entrée du tombeau.
Après une longue période de paix prospère, peu avant 1200 avant notre ère, la ville subit de nombreuses destructions. Les habitations s’entourent d’épaisses murailles. On attribue ces destructions aux peuples de la mer dont l’identité est difficile à définir mais que la plupart des auteurs supposent indo-européens.
Une cité est fondée par des colons grecs vers 1050 av. J.-C., probablement originaires de la cité de Tégée. À l’âge du fer, Paphos est l’une des dix cités-royaumes de Chypre. Dans l’Antiquité, elle est vouée à la déesse Aphrodite et c’est alors que le nom de Paphos apparaît. Sur le site de Kato Paphos situé à côté du vieux port, avec de nombreux vestiges archéologiques de l’Antiquité grecque dont de magnifiques mosaïques représentant Aphrodite déesse de l'amour et de la beauté, Artémis déesse de la chasse ou Dionysos dieu du Vin, qui sont accessibles au public. Durant plusieurs siècles, Paphos est une cité grecque de l’Empire perse, puis de l'Égypte lagide, et enfin de l'Empire romain qui y construit une agora et un odéon.
Sur le plan religieux, Chypre est l’un des premiers territoires de l’Empire romain à se christianiser, à partir de l’an 45 sous l’impulsion des apôtres Paul de Tarse et Barnabé, qui, venant de Salamine entre les années 40 et 50 de l’ère chrétienne, convertissent le proconsul Sergius Paulus. En 313, l’Edit de Milan accorde officiellement la liberté de religion aux chrétiens, et les évêques de Chypre assistent au Concile de Nicée en 325. La légende chrétienne raconte que Paul y aurait rendu aveugle le mage Élymas qui aurait cherché à détourner le proconsul romain Sergius Paulus de la foi chrétienne. Toutefois des fidèles de la foi olympienne et des cultes à mystères ainsi que des juifs hellénistiques sont encore attestés à Paphos au VIIe siècle.
Lors de la division de l'Empire romain en 395, Paphos se trouve dans l’Empire romain d'Orient, que nous appelons, depuis le XVIe siècle, « Empire byzantin ». C’est encore une période de calme relatif à Paphos, mais l’antiquité tardive est marquée par un fort séisme qui détruit Paphos en 332, et au VIIe siècle la ville perd son statut de capitale de l’île au profit de Salamis-Constantia.
En 647 puis surtout en 688, les Arabes devenus musulmans débarquent : l’empereur Justinien II et le calife Abd al-Malik signent un accord sans précédent : pendant les 300 années suivantes, Paphos et l’île entière de Chypre fut dirigée conjointement par les Arabes (sur le plan politique, fiscal et militaire) et par les Byzantins (sur les plans religieux et administratif), malgré les guerres constantes entre les deux parties sur le continent. Le traité prévoyait notamment le partage des revenus entre l’Empire byzantin et l’Empire omeyyade. La période de co-dominion dura jusqu’en 965, quand l’empereur byzantin Nicéphore Phocas reconquit militairement l’île. En 1191 Paphos tomba aux mains des croisés qui la revendirent avec toute l’île à Guy de Lusignan, ainsi couronné roi de Chypre. Les Lusignan régnèrent sur Chypre, sous la tutelle des Génois, jusqu’en février 1489 lorsque l’île devient officiellement une colonie vénitienne.
En 1563, les Paphiotes, comme d’autres Chypriotes, se révoltent contre la domination et la fiscalité vénitiennes, avec Jacques Diassorin (Yakovos Diassorinos) comme chef. Les Ottomans en profitent et en 1571, Paphos, désormais Baf, devient ville ottomane comme toute l’île. Baf est alors le centre d’un sandjak. Durant cette période, les Chypriotes grecs conservent leur identité, remontant à l’Antiquité, grâce au système de communauté autonome mis en place par les Ottomans pour les populations non musulmanes. En 1901, cette communauté représente 77,1 % de la population de Chypre, contre 21,6 % pour celle des Chypriotes turcs.
En 1878, les Ottomans cèdent Paphos et toute l’île aux britanniques. En 1959, Paphos compte 83 % de Grecs et 16 % de Turcs: cette année-là, les accords de Zurich et de Londres aboutissent à l’indépendance de l’île le 16 août 1960. Lors de l’invasion turque de Chypre et de la partition de l’île en 1974, les Paphiotes turcs quittent la ville pour le nord de l’île, et sont remplacés par des grecs chassés du nord par l’occupant.

## Patrimoine
Plusieurs des sites archéologiques de Paphos ont été classés en 1980 au patrimoine mondial par l’UNESCO.
Le site naturel de Pétra tou Romioú (« La pierre du Romée ») est situé à une quinzaine de kilomètres à l’est de la ville. C’est là, près des falaises crayeuses qui tombent à pic dans la Méditerranée que, selon la version locale et moderne du mythe, la déesse Aphrodite serait née en jaillissant des flots près d’un rocher. La légende veut que si l’on s’y baigne à minuit un soir de pleine lune, on vivra un amour, soit éternel soit ardent, selon les variantes du mythe.
La ville est choisie comme capitale européenne de la culture en 2017, conjointement avec Aarhus au Danemark.

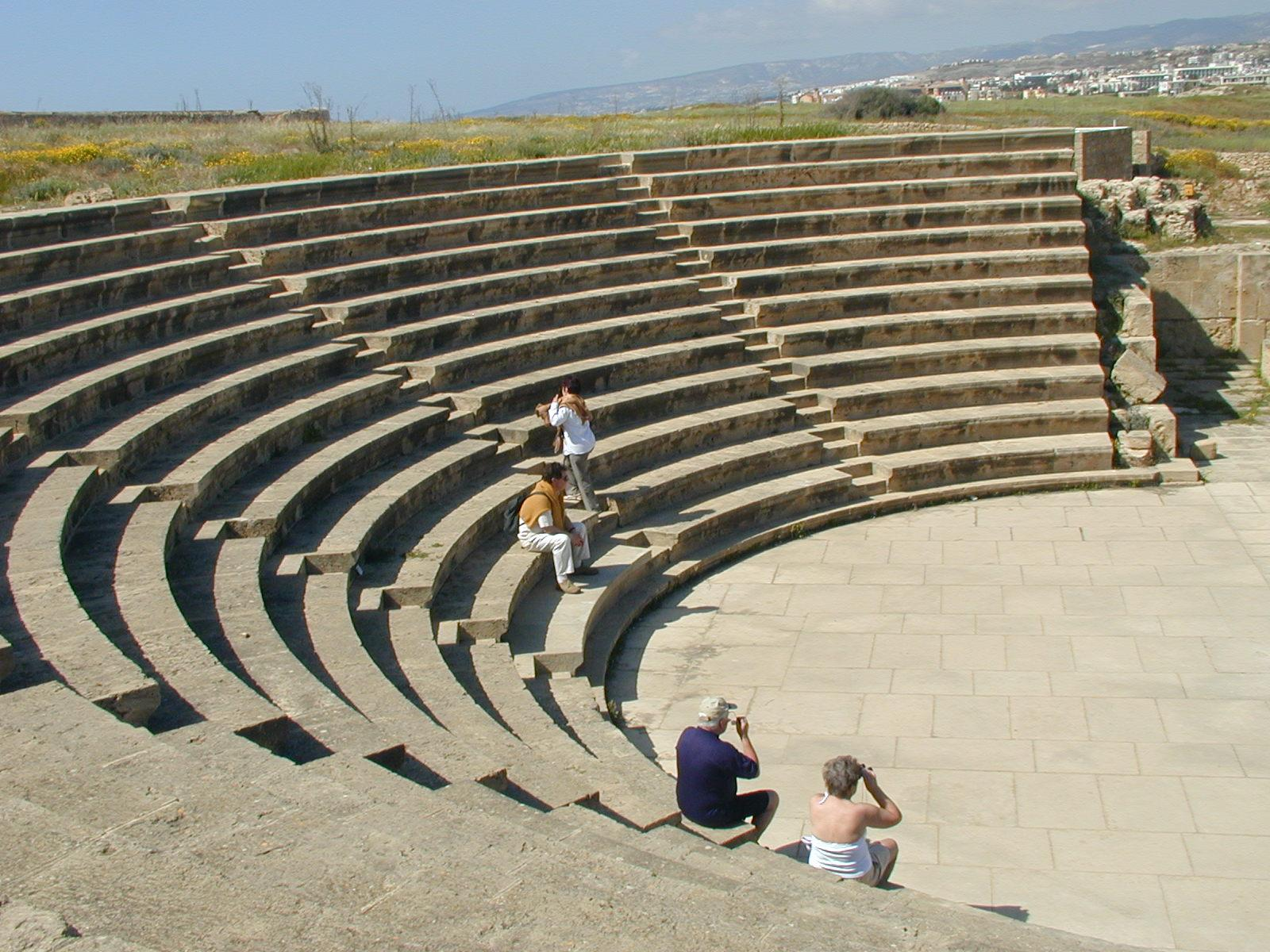
Amphithéâtre.
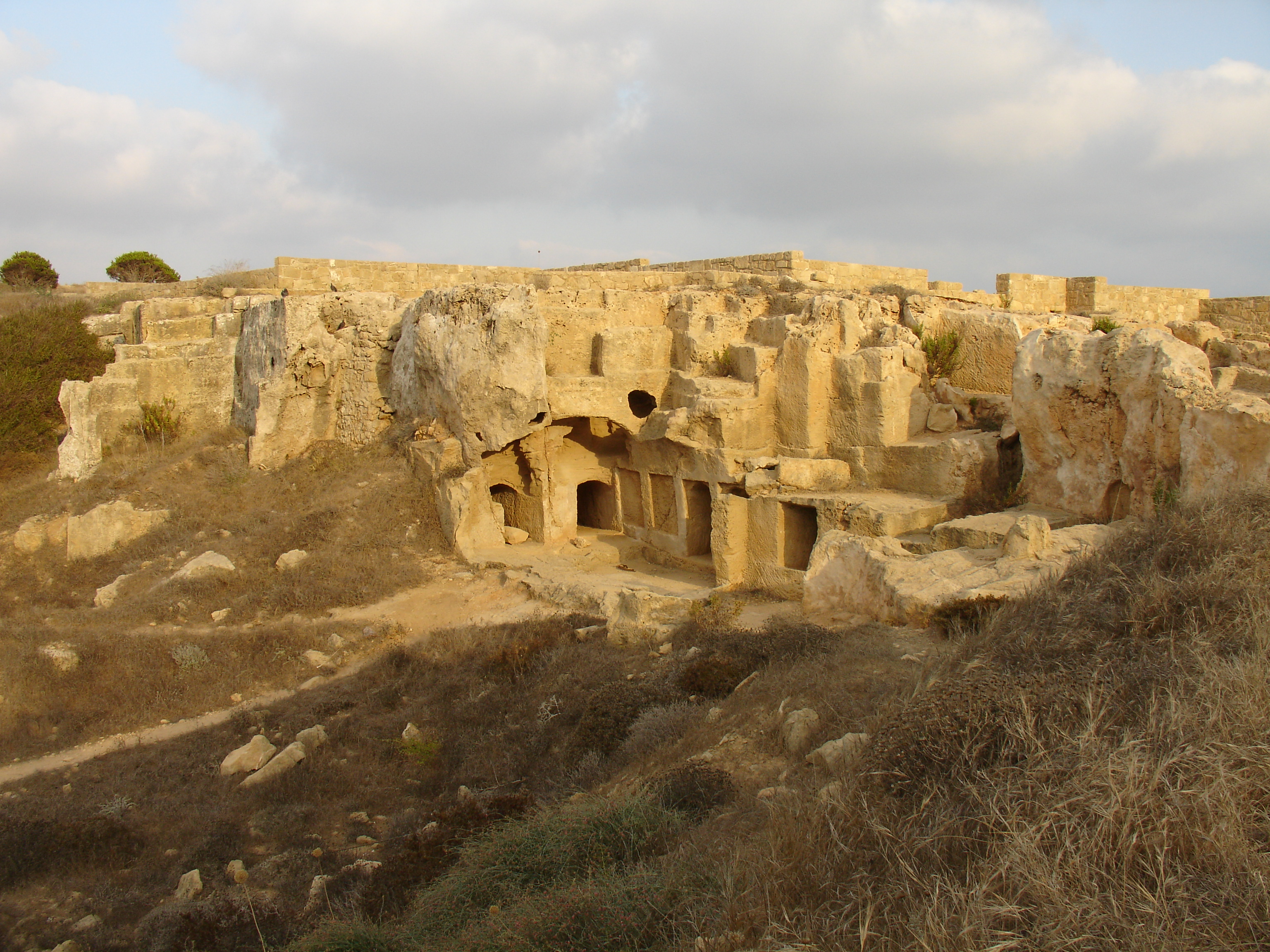
Tombeaux des Rois.
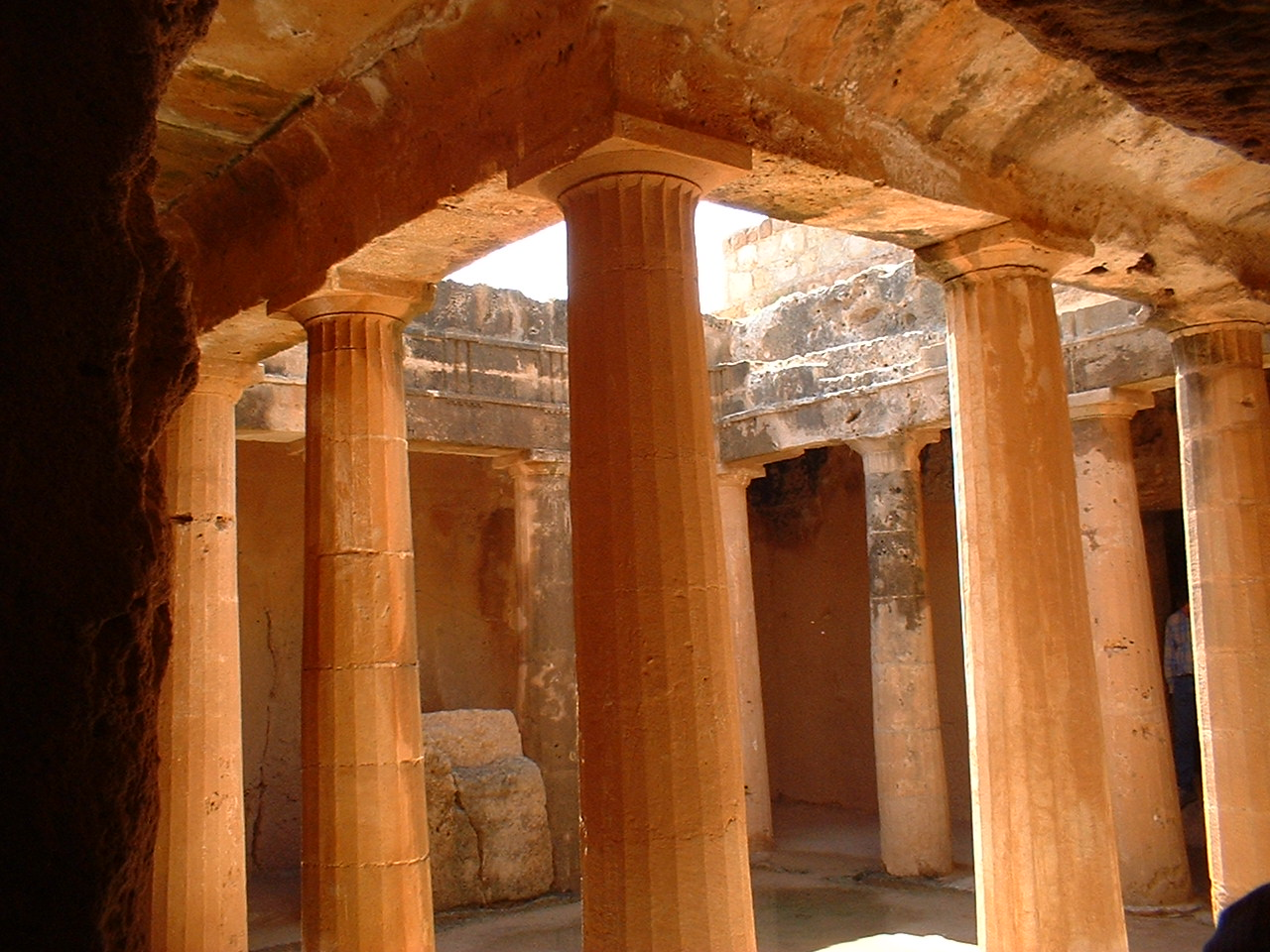
Tombeaux des Rois.
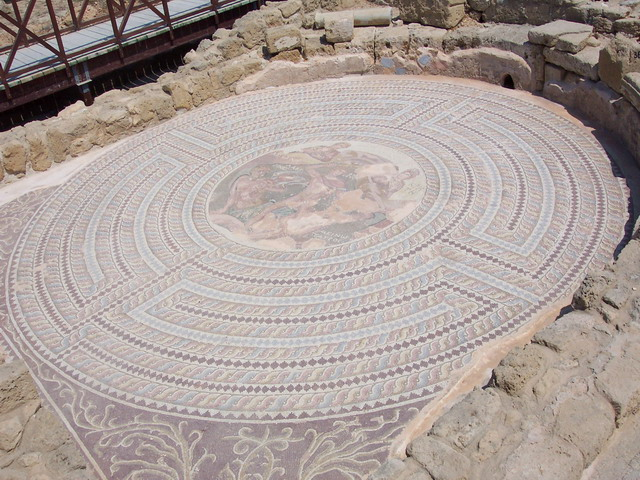
Mosaïque.
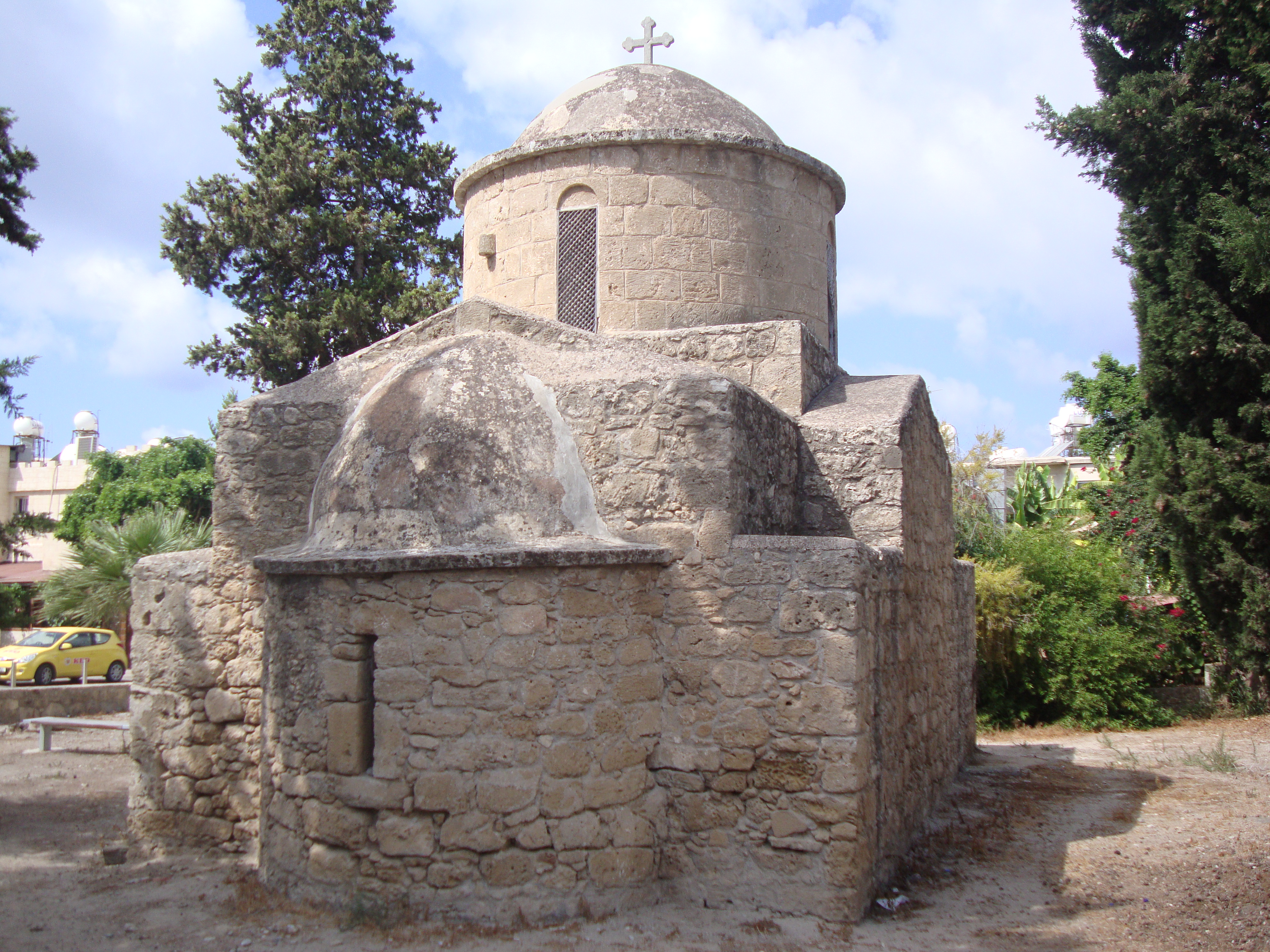
Église byzantine Saint-Antoine.
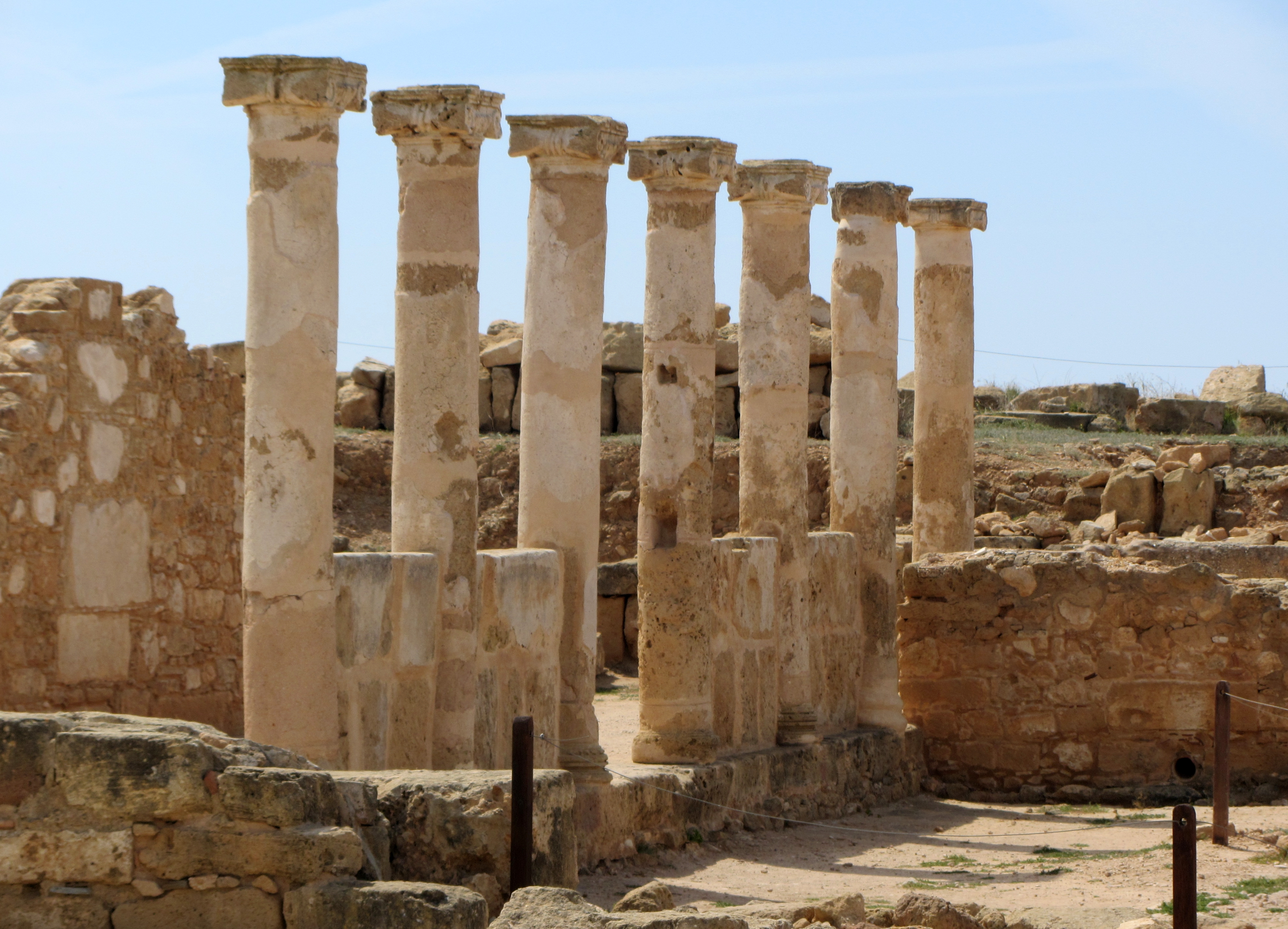
Parc archéologique.
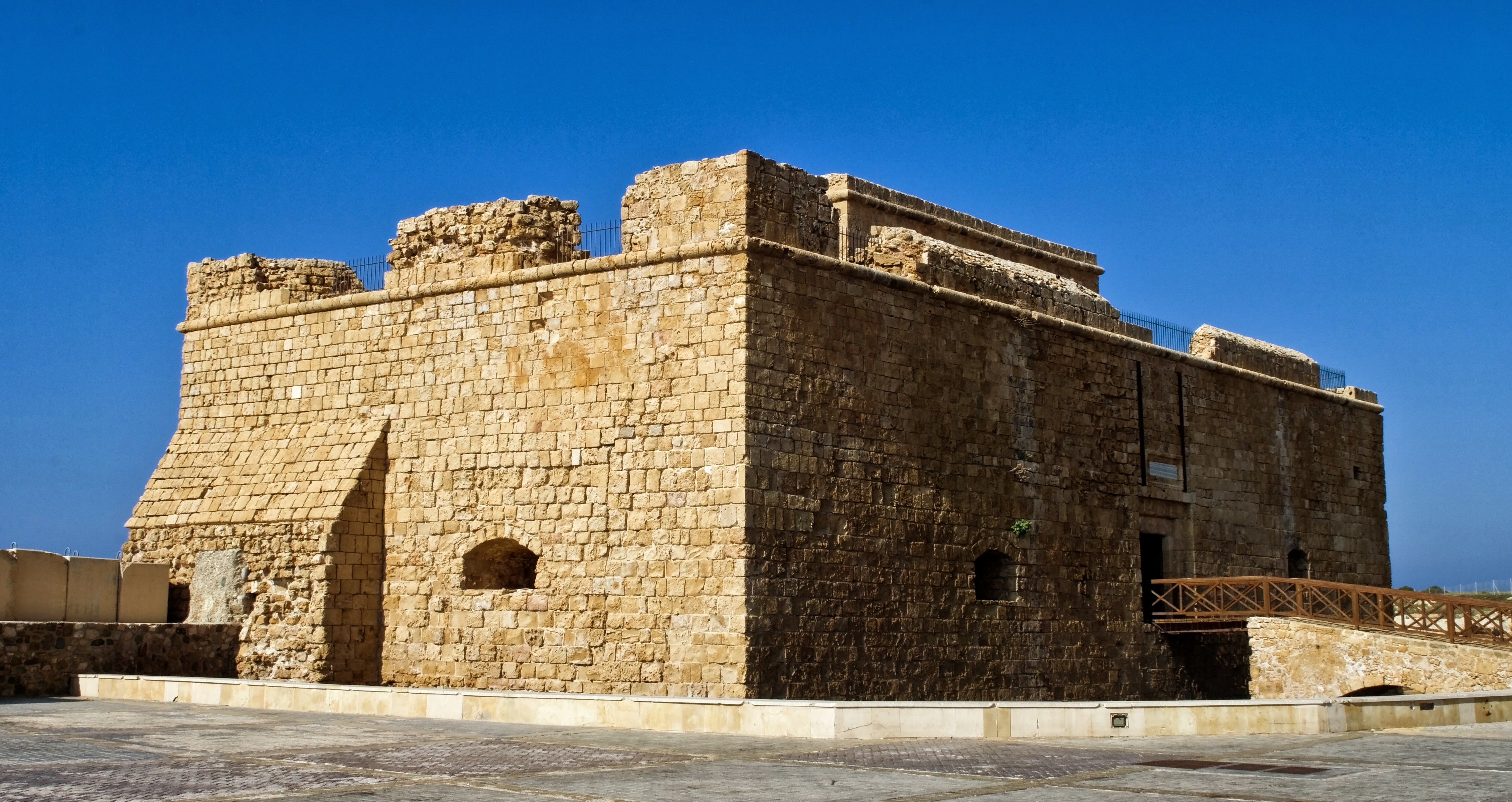
Fort de Paphos.
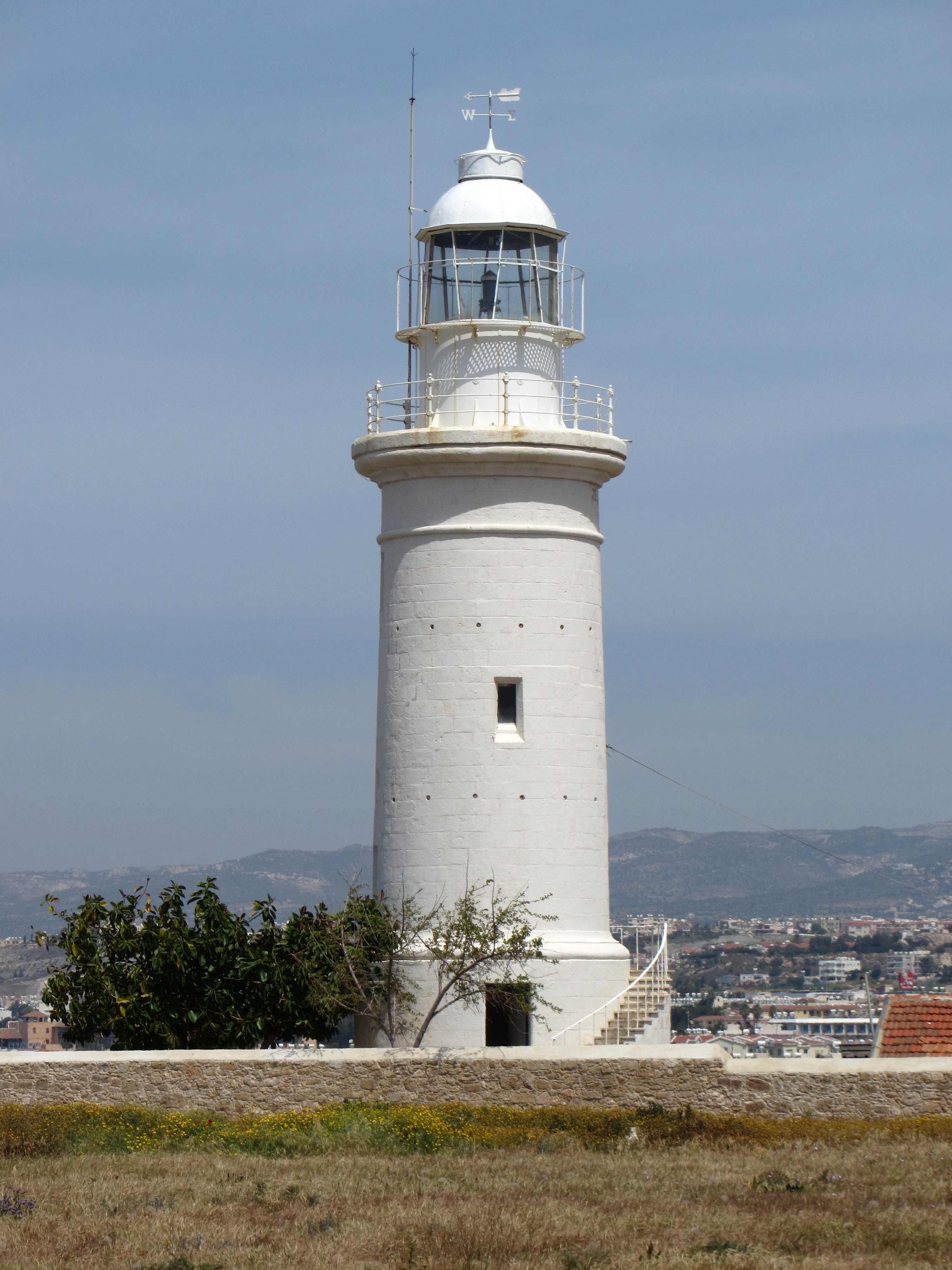
Le phare.
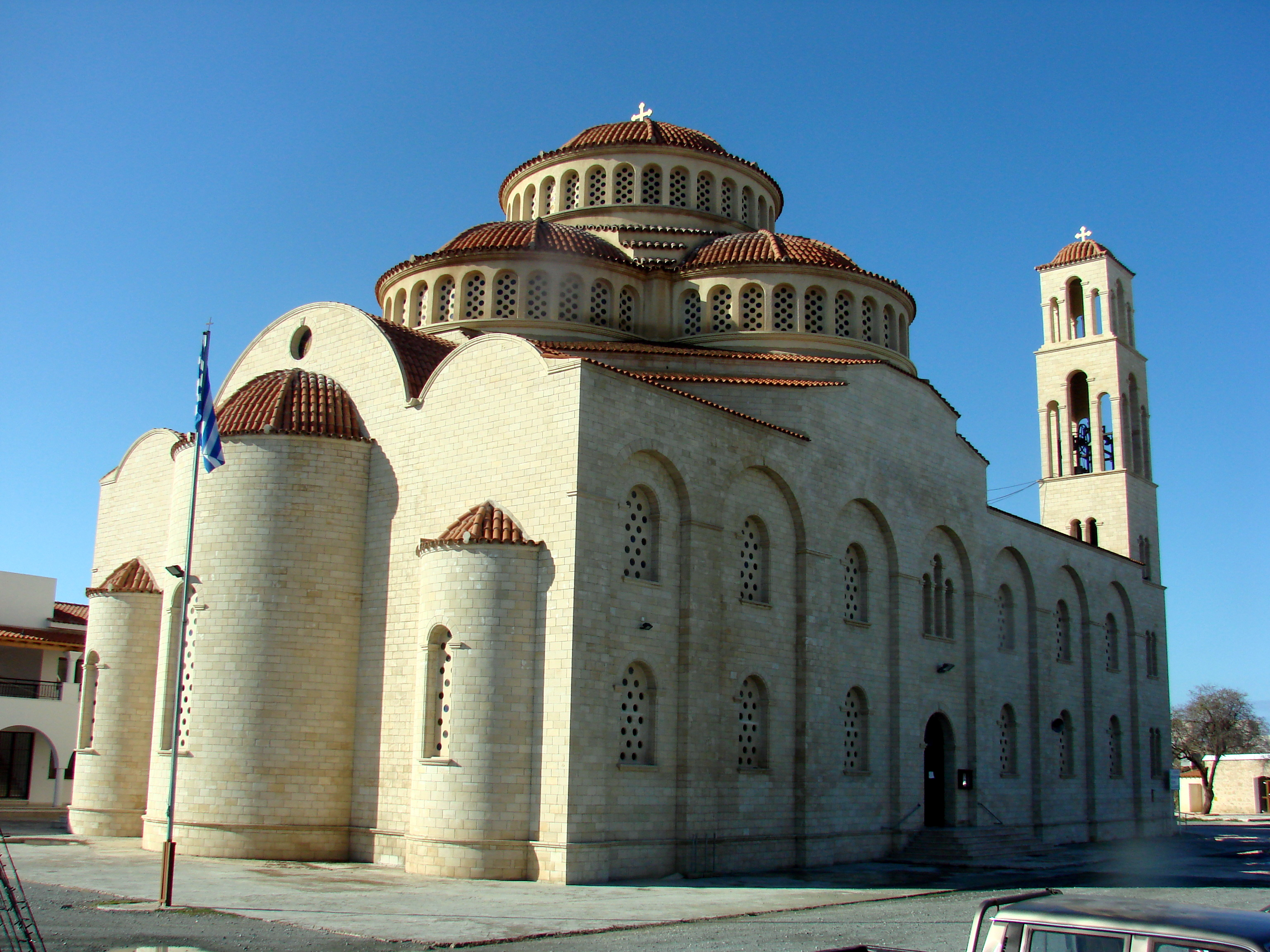
Église des Saints-Anargyres de Paphos, de style néo-byzantin.
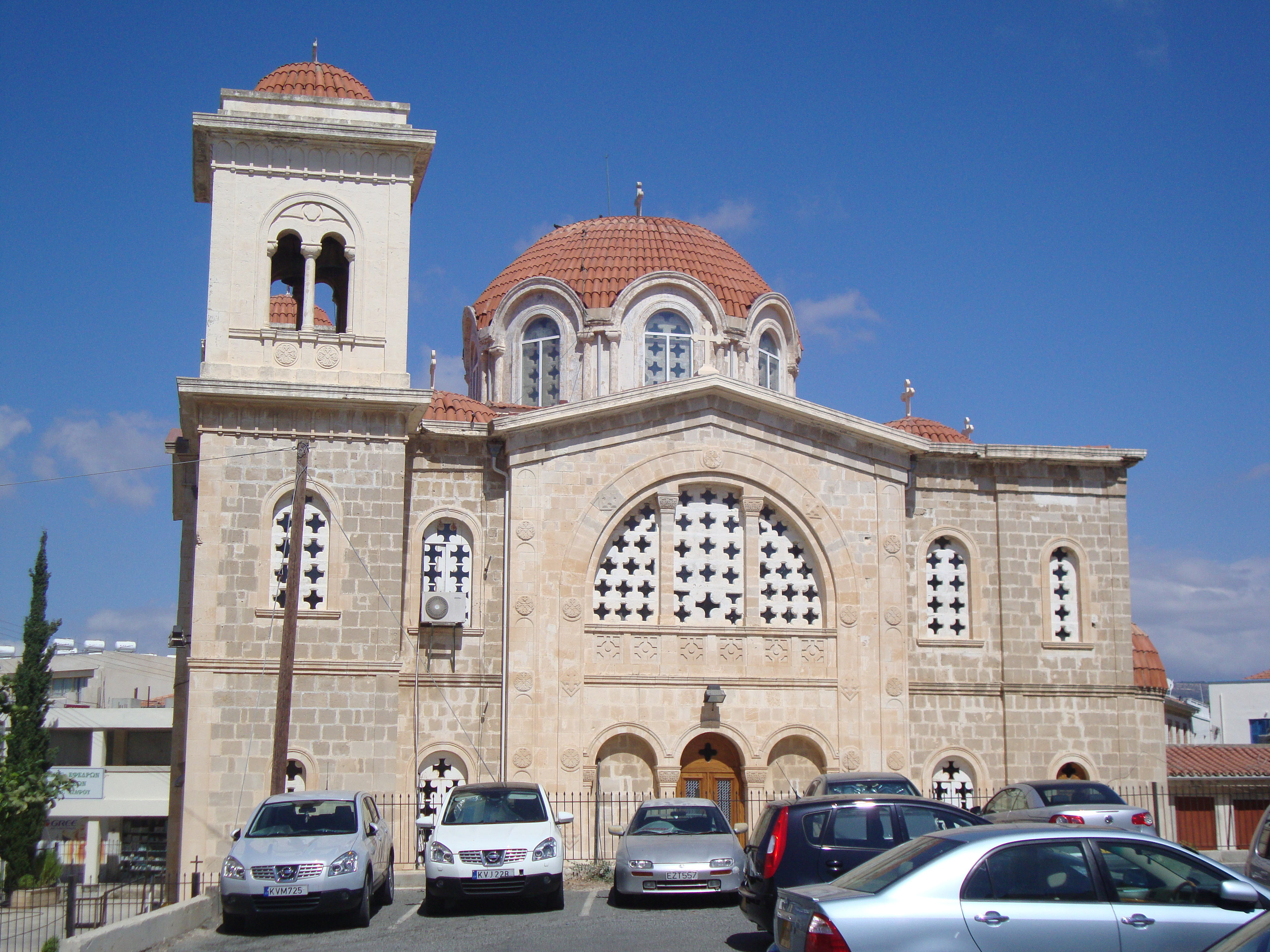
Église Saint-Cendée, de style néo-byzantin.
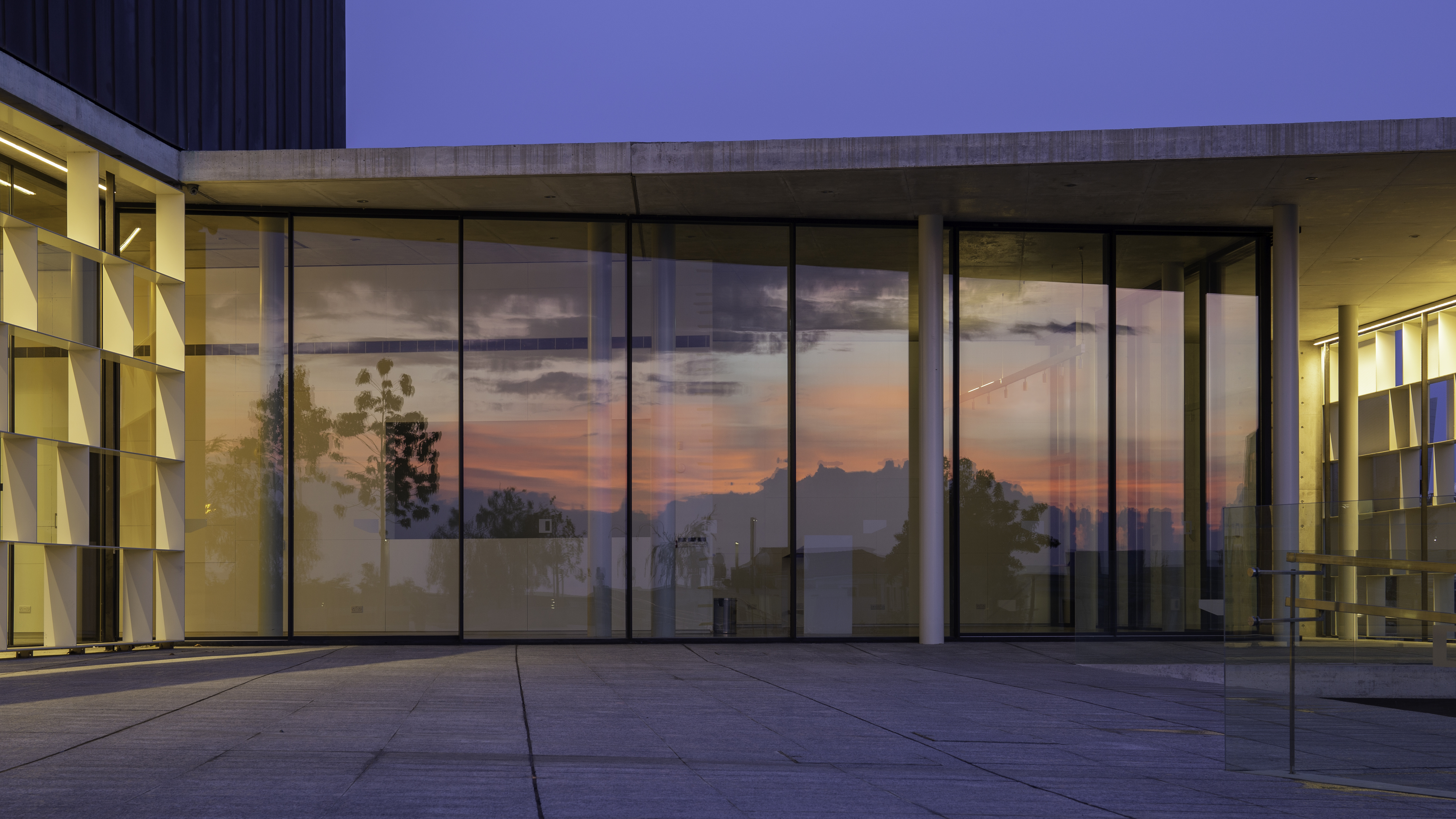
Atrium du théâtre Marcidée à Paphos (Février 2019).

## Tourisme
Ville vivant surtout du tourisme, Paphos comprend une importante infrastructure hôtelière et un aéroport international. Depuis les années 2000, elle est accessible directement par autoroute depuis la capitale Nicosie.
De 2009 à 2014, un hôtel de la ville a été le siège d’un « sas de décompression » destiné aux militaires français revenant d’OPEX en Afghanistan.

## Climat
Paphos jouit d’un climat méditerranéen avec des étés chauds et ensoleillés et des hivers courts, pluvieux et doux. Vers la fin de l'hiver, de la neige tombe sur les montagnes. Paphos jouit de 340 jours de soleil par an.
| Mois                                | jan. | fév. | mars | avril | mai | juin | jui. | août | sep. | oct. | nov. | déc. |
| ----------------------------------- | ---- | ---- | ---- | ----- | --- | ---- | ---- | ---- | ---- | ---- | ---- | ---- |
| Température minimale moyenne (°C)   | 8    | 8    | 8    | 11    | 14  | 17   | 20   | 21   | 18   | 16   | 12   | 9    |
| Température moyenne (°C)            | 13   | 12   | 13   | 17    | 19  | 23   | 25   | 26   | 24   | 21   | 17   | 14   |
| Température maximale moyenne (°C)   | 16   | 16   | 18   | 20    | 23  | 26   | 29   | 29   | 28   | 25   | 21   | 18   |
| Ensoleillement (h)                  | 5    | 6    | 7    | 9     | 10  | 12   | 12   | 11   | 10   | 8    | 7    | 5    |
| Précipitations (mm)                 | 150  | 119  | 79   | 28    | 10  | 3    | 0    | 0    | 0    | 41   | 107  | 183  |
| Nombre de jours avec précipitations | 12   | 10   | 9    | 6     | 5   | 3    | 1    | 2    | 1    | 5    | 7    | 11   |

## Personnalité liée à la commune
- Rauf Denktaş, dirigeant de la république turque de Chypre du Nord.
- Enver Necdet Egeran (1907-2005), géologue et homme d’affaires turc.
- Makarios III, premier président de la république de Chypre.
- Michalis Polynikis (1948-), ministre de l’Agriculture et de l’Environnement chypriote.